# Diocesi di Alagoinhas
La diocesi di Alagoinhas (in latino Dioecesis Alacunensis) è una sede della Chiesa cattolica in Brasile suffraganea dell'arcidiocesi di San Salvador di Bahia. Nel 2022 contava 639.000 battezzati su 801.000 abitanti. È retta dal vescovo Francisco de Oliveira Vidal.

## Territorio
La diocesi comprende 24 comuni nella parte orientale dello stato brasiliano di Bahia: Alagoinhas, Acajutiba, Aporá, Araças, Aramari, Cardeal da Silva, Cipó, Conde, Crisópolis, Entre Rios, Esplanada, Heliópolis, Inhambupe, Itanagra, Itapicuru, Jandaíra, Mata de São João, Nova Soure, Olindina, Pojuca, Ribeira do Amparo, Rio Real, Sátiro Dias, Teodoro Sampaio.
Sede vescovile è la città di Alagoinhas, dove si trova la cattedrale di Sant'Antonio.
Il territorio si estende su 16.842 km² ed è suddiviso in 34 parrocchie.

## Storia
La diocesi è stata eretta il 28 ottobre 1974 con la bolla Qui Summi di papa Paolo VI, ricavandone il territorio dall'arcidiocesi di San Salvador di Bahia.

## Cronotassi dei vescovi
Si omettono i periodi di sede vacante non superiori ai 2 anni o non storicamente accertati.
- José Floriberto Cornelis, O.S.B. † (13 novembre 1974 - 24 maggio 1986 ritirato)
- Jaime Mota de Farias † (7 novembre 1986 - 24 aprile 2002 ritirato)
- Paulo Romeu Dantas Bastos (24 aprile 2002 - 13 gennaio 2021 nominato vescovo di Jequié)
- Francisco de Oliveira Vidal, dal 27 settembre 2022

## Statistiche
La diocesi nel 2022 su una popolazione di 801.000 persone contava 639.000 battezzati, corrispondenti al 79,8% del totale.
| anno | popolazione | popolazione | popolazione | presbiteri | presbiteri | presbiteri | presbiteri                | diaconi | religiosi | religiosi | parrocchie |
| anno | battezzati  | totale      | %           | numero     | secolari   | regolari   | battezzati per presbitero | diaconi | uomini    | donne     | parrocchie |
| ---- | ----------- | ----------- | ----------- | ---------- | ---------- | ---------- | ------------------------- | ------- | --------- | --------- | ---------- |
| 1976 | 374.323     | 386.651     | 96,8        | 24         | 12         | 12         | 15.596                    |         | 13        | 45        | 18         |
| 1980 | 398.560     | 425.500     | 93,7        | 23         | 14         | 9          | 17.328                    | 2       | 11        | 67        | 18         |
| 1990 | 454.000     | 522.000     | 87,0        | 25         | 17         | 8          | 18.160                    | 1       | 8         | 51        | 20         |
| 1999 | 520.000     | 596.427     | 87,2        | 27         | 19         | 8          | 19.259                    | 2       | 9         | 76        | 22         |
| 2000 | 419.000     | 598.651     | 70,0        | 28         | 20         | 8          | 14.964                    | 2       | 9         | 77        | 22         |
| 2001 | 418.300     | 597.576     | 70,0        | 29         | 20         | 9          | 14.424                    | 2       | 9         | 75        | 22         |
| 2002 | 477.000     | 795.890     | 59,9        | 32         | 22         | 10         | 14.906                    | 2       | 21        | 83        | 23         |
| 2003 | 510.000     | 670.000     | 76,1        | 35         | 25         | 10         | 14.571                    | 3       | 23        | 65        | 24         |
| 2004 | 524.000     | 680.000     | 77,1        | 40         | 29         | 11         | 13.100                    | 2       | 19        | 66        | 25         |
| 2006 | 574.000     | 718.000     | 79,9        | 38         | 28         | 10         | 15.105                    | 2       | 16        | 68        | 26         |
| 2010 | 611.000     | 765.000     | 79,9        | 50         | 42         | 8          | 12.220                    | 3       | 11        | 91        | 30         |
| 2015 | 627.000     | 786.000     | 79,8        | 50         | 42         | 8          | 12.540                    | 3       | 21        | 91        | 30         |
| 2018 | 620.000     | 778.000     | 79,7        | 53         | 44         | 9          | 11.698                    | 2       | 21        | 71        | 34         |
| 2020 | 629.230     | 789.700     | 79,7        | 53         | 44         | 9          | 11.872                    | 2       | 21        | 71        | 34         |
| 2022 | 639.000     | 801.000     | 79,8        | 53         | 44         | 9          | 12.056                    | 2       | 21        | 71        | 34         |